# Herichthys labridens
Herichthys labridens е вид лъчеперка от семейство Цихлиди (Cichlidae). Видът е застрашен от изчезване.